# リュカ (MOTHER3)
リュカ（英: Lucas）は、任天堂が発売したゲームボーイアドバンス用コンピュータRPG『MOTHER3』に登場する架空の人物で、同作の主人公。

## 概要
MOTHERシリーズの第3作目『MOTHER3』に登場する少年。物語の全般にわたって登場するが、第4章以降で主人公を務める。
従来のMOTHERシリーズでは主人公の名前が明確に設定されていなかったが、『MOTHER3』における「リュカ」は公式の名称となっている。「リュカ」と後述の双子の兄「クラウス」の名前は、作者の糸井重里が影響を受けたアゴタ・クリストフの小説三部作『悪童日記』『ふたりの証拠』『第三の嘘』に登場する双子からとられており、それぞれの英語名「LUCAS」「CLAUS」はアナグラムの関係になっている。ゲーム開始時に任意で名前を付ける際の説明文は「ふたごの おとうと やさしい おとこのこだ」。

## 人物
時代も場所もわからない島「ノーウェア島」にあるタツマイリ村に住んでいる。父・フリントと母・ヒナワのもとに生まれ、双子の兄にクラウス、母方の祖父にアレックがおり、栗毛色の犬・ボニーを飼っている。金髪の前髪を斜めに逆立て、赤と黄色のボーダーシャツを着ている。気弱で引っ込み思案な性格。動物と意思疎通できる能力を持っている。
平和な村で穏やかに暮らしていたが、ある時、村で起きた異変によって家族に悲劇が襲い、一家離散の憂き目にあう。
その後、村にやって来た行商人・ヨクバの施策により3年の間で村の近代化が進み、寡欲だった村人の意識が変化していくが、その動向に不信感を抱き近代化の流れを拒んでいると、ヨクバを支持する一部の村人たちから疎外されるようになる。そうした中、理解者の一人である村の老人・ウエスから行方不明の息子の捜索を依頼され、愛犬のボニーを連れて村から旅立つ。
冒険を進める中で、島の地下に眠る「闇のドラゴン」の封印に用いる7本の針を抜こうと暗躍する者がいることを知る。そうした事態を憂慮する針の守護者「マジプシー」たちから、自分がその針を抜く能力を持つ存在であると知らされ、悪しき者の代わりに封印を解く使命を託される。その後、針を巡って自分と同じ能力を持つ悪の組織の指揮官「仮面の男」と幾度も対峙し、世界の命運をかけて戦うことになる。

## 能力
武器は主に棒を使用する。特技として超能力「PSI」を使うことができ、仲間の回復・治療・能力の補助に関するPSIを得意とする。また、物語の進行によって、専用の攻撃PSI「PKLOVE」を会得する。武器による攻撃力は高めだが素早さが低めで、攻撃の順番が最後に回ることが多い。戦闘中に連続攻撃できるシステム「サウンドバトル」時の音はギター。

## MOTHER3以外の登場作品

### 大乱闘スマッシュブラザーズシリーズ
『大乱闘スマッシュブラザーズ』シリーズでは、第3作目『大乱闘スマッシュブラザーズX』以降に登場している。同じくシリーズに登場している『MOTHER2 ギーグの逆襲』の主人公・ネスとワザの種類が似ているが、性能は異なる。必殺ワザとして使うPSIは、いずれもリュカが本編で使用しないものである。また、一部のワザでは本編で仲間のダスターが用いるアイテム「ヒモヘビ」を使用する。試合開始時には、本編に登場する乗り物「ちゃぶ台」に乗って現れる。声優はLani Minellaが担当している。
大乱闘スマッシュブラザーズX
独自の物語が展開されるモード「亜空の使者」では、荒廃した動物園でポーキーが搭乗したロボット「キングの像」に襲われたところをネスに助けられ、ネスと共闘してポーキーを撃退する。しかし直後にワリオに襲撃され、自らを庇ったネスを残して逃げ出してしまう。その後、歩き付いた場所でポケモントレーナーと出会い、共にネスの救出に向かう。
なお、本来は前作の『大乱闘スマッシュブラザーズDX』に登場する予定だったが、諸々の事情で見送られた。
大乱闘スマッシュブラザーズ for Nintendo 3DS / Wii U
発売当初は作品内に登場しなかったが、2015年4月2日放映の「Nintendo Direct」にてDLCによる追加キャラクターとして配信されることが発表され、同年6月15日より配信を開始した。見た目を変更できるカラーバリエーションの多くが前作のものから差し替えられている。
大乱闘スマッシュブラザーズ SPECIAL
強力なワザ「最後の切りふだ」としてPSIの一種「PKスターストーム」を使用する際に、原作でともに冒険した仲間のクマトラとボニーがリュカの両側に現れる。

### その他の登場作品
スーパーマリオメーカー
主人公のマリオのドット絵を別のキャラクターのものに変更できる「キャラマリオ」の1つとして登場する。変更時には、様々な効果音も『MOTHER3』のものに変わる。

## 関連商品
様々なゲームと連動するフィギュア「amiibo」の一種として、リュカのamiiboが2015年12月17日に発売された。

## 備考
イギリスのウェブサイトGamesRadarで2012年に投票が行われた企画「ビデオゲームのベストヒーロー100人」で、リュカは19位に選ばれた。理由として、序盤ではリュカは勇敢でもなければ強くもなく、勇気もなく、平均的なJRPGキャラクターよりも繊細だが、年月が経つにつれて、他の人が簡単には倒せない敵に立ち向かうことができる、信じられないほど強い意志を持った主人公に成長すると評されている。